# Chronostratigraphie
La chronostratigraphie est une branche de la stratigraphie dont l'objet est l'organisation et la divisions des strates de roches en fonction de leurs relations d'âge.
Le but de la chronostratigraphie est d'organiser les différentes séquences et époques de dépôts de toutes les roches en fonction de leur région géologiques, en unités chronostratigraphiques pour établir finalement un registre géologique complet de la Terre (échelle des temps géologiques). Cette organisation se base sur les principes de la géochronologie.
La nomenclature stratigraphique standard est un système fondé sur une subdivision des temps géologiques par une unité de base appelé étages ; définis par des strates de références appelés stratotypes. Ces stratotypes sont délimités par des assemblages fossiles spécifiques (biostratigraphie). Ainsi, la date de début et de fin d'un étage correspond à la date de début et de fin de dépôt du stratotype.

## Méthodologie
La chronostratigraphie repose sur les principes de datation relative et de datation absolue afin de dater les unités géologiques. Un stratotype est défini à partir d'assemblages de fossiles spécifiques retrouvé dans les roches pour estimer la période de dépôt des sédiments de la couche. Les fossiles utilisés proviennent d'espèce ayant évolué rapidement dans le temps, et ayant une extension géographique assez élevé. La fin d'un stratotype est marqué par la disparition d'un groupe fossile. La datation par géochimie isotopique permet d'améliorer la précision dans la datation réalisée. Toutefois, dans la pratique, il est très difficile de dater directement par les isotopes la plupart des fossiles et des roches sédimentaires et donc, des ajustements doivent être faits afin d’obtenir une âge pour le début et la fin des intervalles de dépôt.
Comme les apparitions des roches magmatiques ont lieu à des moments précis dans le temps, et peuvent être considérées comme instantanées à l’échelle des temps géologiques elles peuvent être utilisé pour dater les étages géologiques. Les assemblages minéraux qui la composent sont de plus de meilleurs candidats à la datation isotopique que les sédiments. Elles peuvent être datés de façon juste et précise par méthodes isotopiques, la construction d’une colonne stratigraphique va donc reposer essentiellement sur les roches volcaniques et plutoniques.
Le métamorphisme, souvent associé avec la formation de faille, peut aussi permettre d’encadrer les différents intervalles d’une colonne chronostratigraphique. Les roches métamorphiques peuvent parfois être datées et délimiter la période à laquelle la couche a commencé à se former. Mais ce procédé est complexe et demande beaucoup d’efforts. Ainsi, plusieurs millions d’années ont pu s’écouler entre le moment où la couche a commencé à se former et le moment où une roche plutonique s’y est déposée, l’estimation de l’âge doit nécessairement être entre la roche plutonique incluse la plus vieille et la plus récente dans l’assemblage de fossile.

## Unités
La chronostratigraphie a recours à des unités particulières de résolution temporelle plus ou moins précise :
- des éons (ex. le Phanérozoïque)
- des ères (ex. le Paléozoïque) ;
- des périodes (systèmes) (ex. l'Ordovicien) ;
- des époques (séries) (ex. l'Ordovicien supérieur) ;
- des étages (ex. l'Ashgillien)

Ces unités chronostratigraphiques permettent de classer les roches extraites des carrières, des affleurements, aux abords des volcans, etc. Ce découpage de l'échelle des temps géologiques fondé sur l'étude des roches est une condition préalable à toute reconstruction paléogéographique.